# Петер Мађар
Петер Мађар (мађ. Péter Magyar; Будимпешта, 16. март 1981) мађарски је политичар и правник.

## Биографија
Рођен је 16. марта 1981. у Будимпешти, у тадашњој Народној Републици Мађарској. Између 2022. и 2024. био је члан странке Фидес, која је владајућа странка у Мађарској од 2010.
Упознао је Јудит Варгу 1. априла 2005. на једној забави. Запросио ју је у августу 2006. Имају три сина. Породица је живела у Бриселу неколико година пре него што се вратила у Будимпешту када је Варга добила функцију у Министарству правде. Пар је најавио развод у марту 2023.